# Választások 2011-ben
További választási listákat lásd: 2007 • 2008 • 2009 • 2010 • 2012
Ez az oldal a 2011-ben lebonyolítandó elnök- és országgyűlési választásokat, illetve egyéb, politikai jellegű népszavazásokat sorolja fel a világ minden országában, teljességre törekedve.

## Január
- január 9-15.: Dél-Szudán, függetlenségi szavazás
- január 23.: Közép-afrikai Köztársaság, elnöki és parlamenti (1. forduló)
- január 23.: Portugália, elnöki
- január 30.: Niger, elnöki (első forduló) és parlamenti

## Február
- február 6.: Zöld-foki Köztársaság, parlamenti
- február 13.: Csád, parlamenti
- február 13.: Svájc, népszavazás
- február 18.: Uganda, elnöki és parlamenti
- február 22.: Koszovó, elnöki (1. forduló) (közvetett)
- február 25.: Írország, parlamenti

## Március
- március 4.: Szamoa, parlamenti
- március 6.: Észtország, parlamenti
- március 8.: Mikronézia, parlamenti
- március 12.: Niger, elnöki (második forduló)
- március 13.: Benin, elnöki
- március 19.: Egyiptom, népszavazás
- március 20.: Haiti, elnöki (2. forduló)
- március 27.: Közép-afrikai Köztársaság, parlamenti (2. forduló)

## Április
- április 3.: Kazahsztán, elnöki
- április 3.: Andorra, parlamenti
- április 7.: Koszovó, elnöki (2. forduló) (közvetett)
- április 8.: Dzsibuti, elnöki
- április 9.: Nigéria, parlamenti (1. forduló)
- április 9.: Izland, népszavazás Anglia és Hollandia betéteseinek kártérítéséről
- április 10.: Peru, parlamenti és elnöki
- április 16.: Nigéria, elnöki
- április 17.: Finnország, parlamenti
- április 25.: Csád, elnöki
- április 26.: Nigéria, parlamenti (2. forduló)
- április 30.: Benin, parlamenti
- április 30.: Laosz, parlamenti

## Május
- május 2.: Kanada, parlamenti
- május 5.: Egyesült Királyság, népszavazás az alternatív szavazásról
- május 7.: Ecuador, népszavazás
- május 7.: Niue, parlamenti
- május 7.: Szingapúr, parlamenti
- május 11.: Mikronézia, elnöki (közvetett)
- május 19-21.: Seychelle-szigetek, elnöki
- május 22.: Ciprus, parlamenti
- május 22.: Vietnám, parlamenti
- május 23.: Hollandia, szenátusi (közvetett)
- május 28.: Málta, népszavazás a válásról

## Június
- június 2.: Lettország, elnöki (közvetett)
- június 5.: Macedónia, parlamenti
- június 5.: Peru, elnöki (2. forduló)
- június 5.: Portugália, parlamenti
- június 5.: Szlovénia, népszavazás a nyugdíjakról
- június 12.: Törökország, parlamenti
- június 12-13.: Olaszország, népszavazás az atomenergiáról
- június 15.: Laosz, elnöki (közvetett)
- június 17-19.: Liechtenstein, népszavazás a regisztrált párkapcsolatról
- június 22.: Palau, népszavazás a kaszinókról

## Július
- július 1.: Marokkó, népszavazás az alkotmányról
- július 3.: Thaiföld, parlamenti
- július 17.: São Tomé és Príncipe, elnöki (1. forduló)
- július 23.: Lettország, népszavazás a parlament feloszlatásáról
- július 25.: Vietnám, elnöki (közvetett)

## Augusztus
- augusztus 7.: Zöld-foki Köztársaság, elnöki (1. forduló)
- augusztus 7.: São Tomé és Príncipe, elnöki (2. forduló)
- augusztus 21.: Zöld-foki Köztársaság, elnöki (2. forduló)
- augusztus 23.: Libéria, népszavazás az alkotmányról
- augusztus 26.: Abházia, elnöki
- augusztus 27.: Szingapúr, elnöki
- augusztus 29.: Észtország, elnöki (közvetett)

## Szeptember
- szeptember 11.: Guatemala, elnöki (1. forduló) és parlamenti
- szeptember 15.: Dánia, parlamenti
- szeptember 17.: Lettország, parlamenti
- szeptember 18.: Liechtenstein, népszavazás az abortusz legalizálásáról
- szeptember 20.: Zambia, elnöki és parlamenti
- szeptember 24.: Egyesült Arab Emírségek, parlamenti
- szeptember 25.: Franciaország, szenátusi
- szeptember 1- október 1.: Seychelle-szigetek, parlamenti

## Október
- október 9.: Lengyelország, parlamenti
- október 9.: Kamerun, elnöki
- október 9.: Paraguay, népszavazás
- október 11.: Libéria, elnöki és parlamenti
- október 15.: Omán, parlamenti
- október 16.: Bolívia, jogi választás
- október 21-28.: Kiribati, parlamenti
- október 23.: Argentína, parlamenti és elnöki
- október 23.: Bulgária elnöki
- október 23.: Svájc, szövetségi
- október 23.: Tunézia, alkotmányozó gyűlés
- október 27.: Írország, elnöki és népszavazás alkotmányról
- október 29.: Feröer, parlamenti
- október 30.: Kirgizisztán, elnöki

## November
- november 6.: Guatemala, elnöki (2. forduló)
- november 6.: Nicaragua, elnöki és parlamenti
- november 8.: Gibraltár, parlamenti
- november 13.: Dél-Oszétia, elnöki és népszavazás a hivatalos nyelvekről
- november 18.: Moldova, elnöki (közvetett)
- november 20.: Spanyolország, parlamenti
- november 21.: Marshall-szigetek, parlamenti
- november 24.: Gambia, elnöki
- november 25.: Marokkó, parlamenti
- november 26.: Új-Zéland, népszavazás a választási rendszerről
- november 28./december 5.: Egyiptom, parlamenti (1. forduló)
- november 28.: Kongói Demokratikus Köztársaság, elnöki és parlamenti
- november 28.: Guyana, parlamenti

## December
- december 4.: Horvátország, parlamenti
- december 4.: Szlovénia, parlamenti
- december 4.: Oroszország, parlamenti
- december 11.: Elefántcsontpart, parlamenti
- december 11.: Dnyeszter Menti Köztársaság, elnöki
- december 14.: Svájc, szövetségi gyűlés (közvetett)
- december 14./december 21.: Egyiptom, parlamenti (2. forduló)
- december 17.: Gabon, parlamenti
- december 29.: Guinea, parlamenti

## Külső hivatkozások
- Nemzeti parlamentek PARLINE adatbázisa. Országgyűlési választások eredményei 1966 óta
- ElectionGuide.org – Országos-szintű választások világkódexe
- parties-and-elections.de: Európai választások adatbázisa 1945-től
- ACE Electoral Knowledge Network – electoral encyclopedia and related resources from a consortium of electoral agencies and organizations
- Angus Reid Consultants: Election Tracker
- IDEA's Table of Electoral Systems Földwide
- European Election Law Association (Eurela)